# Botryodiplodia gallae
Botryodiplodia gallae är en svampart som först beskrevs av Ludwig David von Schweinitz, och fick sitt nu gällande namn av Petr. & Syd. 1926. Botryodiplodia gallae ingår i släktet Botryodiplodia, ordningen Diaporthales, klassen Sordariomycetes, divisionen sporsäcksvampar och riket svampar.   Inga underarter finns listade i Catalogue of Life.